# Adriana urticoides
Adriana urticoides là một loài thực vật có hoa trong họ Đại kích. Loài này được (A.Cunn.) Guymer ex P.I.Forst. mô tả khoa học đầu tiên năm 2003.